# La Puerta del Coche
La Puerta del Coche är en ort i Mexiko.   Den ligger i kommunen San Marcos och delstaten Jalisco, i den centrala delen av landet, 600 km väster om huvudstaden Mexico City. La Puerta del Coche ligger 1 375 meter över havet och antalet invånare är 114.
Terrängen runt La Puerta del Coche är lite kuperad. Runt La Puerta del Coche är det ganska glesbefolkat, med 42 invånare per kvadratkilometer. Närmaste större samhälle är Etzatlán, 15,9 km öster om La Puerta del Coche. Omgivningarna runt La Puerta del Coche är en mosaik av jordbruksmark och naturlig växtlighet.